# Réti Barnabás
Réti Barnabás Gábor (Szeged, 1982. március 29. –) magyar színész, rendező, szövegíró.

## Élete
2000-2003 között a Shakespeare Színművészeti Akadémia tanulója volt, Málnay Levente osztályában. Tanárai Igó Éva, Felvidéki Judit, Sivók Irén, Lojko Lakatos József, Nagy Viktor, Szakály György, Papp Csaba, Varga T. József és Szőke István voltak. 2001-ben lett Karikó Teréz Liszt-díjas magánénekes növendéke a Szegedi Nemzeti Színháznál. 2004-ben végzett a New York Filmakadémián filmszínész szakon, az Egyesült Államokban. Már akadémiai hallgatóként kapott kisebb szerepeket külföldi játékfilmekben (Peter Greenaway és Szabó István munkáiban), majd szabadúszóként több színházban megfordult. Alapítója volt több független színházi társulatnak, melyek keretein belül rendezőként is kipróbálhatta magát. A szélesebb körű ismertséget a Barátok közt c. napi sorozatban játszott szerepe hozta meg számára, de színész- és drámatanárként is dolgozott. Jelenleg Londonban és Budapesten is él, Iványi Arpád rendező-díszlettervezővel vezette a magyar Noir Színház társulatot, több előadást is együtt hoztak létre. Jelenleg a Budapest Playhouse nevű produkciós műhelyt vezetik. A színészet és rendezés mellett szövegíróként, fordítóként is dolgozik, valamint színészetet tanít és alkalmanként casting asszisztensként is dolgozik itthon és Angliában is. 
2019-ben közreműködött Torres Dani “Az őrült én vagyok” c. dalában, mely végül kettejük duettjeként jelent meg.
Az Amazon által készített Gyilkosság az Orient Expresszen c. Agatha Christie-feldolgozásban, mely rádiójátékként jelent meg, az egyik főszereplő, Andrényi gróf szerepében hallható. A New York City-ben található Kossuth Lajos-szobor magyar és angol hangja is egyben a nemzetközi Talking Statues project kereteiben.
A Budapest Playhouse társvezetőjeként a 2021. és 2022. augusztus 20-i fővárosi tűzijátékot kísérő Tűz és fények játéka- show szövegírója és kreatív konzultánsa Iványi Árpád művészeti vezetése alatt. Kreatív producerként a show koncepciójának kidolgozásában, megtervezésében is részt vett. 2023-ban a show művészeti koncepcióját, dramaturgiai és zenei vázát alkotta meg Iványi Árpáddal. 
2023-tól a Betone Stúdió Egyszer lent c. podcastjének műsorvezetője Lovas Rozi mellett. 
Tagja a londoni Actors Centre-nek, az Equity brit színész-szakszervezetnek, szakmai tanulmányait az Anthony Meindl Actors Workshop-ban folytatja, Mitchell Mullen irányítása alatt. Hivatalos honlap: www.barnabas-reti.com

## Filmszerepei
- Tulse Luper Suitcases 3: The Antwerp (nagyjátékfilm, 2002, Red Fox, r. Peter Greenaway)
- Csodálatos Júlia (nagyjátékfilm, 2003, Lord Charles barátja, r. Szabó István)
- Barátok közt (napi tv-sorozat, 2006-2009-, Szeibert Erik, r. Márton István, Rozgonyi Ádám, Labancz István, Szerencsés Gabriella, Ardai Tamás, Varga Miklós)
- Painkiller Jane (tv-sorozat, 2007, "Reflections" című epizód, Agent, r. Matt Hastings)
- La Rafle (nagyjátékfilm, 2009, Monsieur Goldstein, r. Roselyne Bosch)
- Katedrális (tv-sorozat, 2009, Pál testvér, r. Sergio Mimica-Gezzan)
- Menedék (kisjátékfilm, 2009, Ádám, r. Kövi Gergő, Babai István)
- Szégyen (tévéfilm, 2009, matróz, r. Esztergályos Károly)
- World War Z (nagyjátékfilm, 2011, Specnaz, r. Marc Forster)
- Állomás (kisjátékfilm, 2011, r. Kövi Gegő, Babai István)
- Csajok Monte-Carlóban (nagyjátékfilm, 2011, privát jet pilóta, r. Thomas Bezucha)
- Kétségbeesve keresem Suzie-t (kisjátékfilm, 2012, Apa, r. Kövi Gergő, Babai István)
- Killers (tv-sorozat, 2013, "The Novel Killer" c. epizód, Krystian Bala, r. Russell Eatough)
- Mission Impossible: Rogue Nation (nagyjátékfilm, 2015, Janik embere, r. Christopher McQuarrie)
- Guilt (tv-sorozat, 2015, őr a Buckinhgam palotánál, r. Gary Fleder)
- The Ego, the Id and the Igor (rövidfilm, 2015, főszereplő, r. Ed Mannion)
- Emerald City (tv-sorozat, 2016, Seth, r. Tarsem Singh)
- Válaszcsapás (Strike Back: Retribution, tv-sorozat, 2018, testőr, r. MJ Bassett)
- In Another Life (nagyjátékfilm, 2017, magyar határőr, r. Jason Wingard)
- Three Dots and a Dash (nagyjátékfilm, 2018, Vogler Kassir, r. Kiran Valipa Venkat)
- A kém, aki dobott engem (nagyjátékfilm, 2018, akrobata, r. Susanna Fogel)
- Antifeminist (kisjátékfilm, 2018, Barista, r. Sofija Sztepanov)
- Aranyélet (tv-sorozat, 2018, rendőr a Miklósi villánál, r. Mátyássy Áron)
- A halálügyész (tévéfilm, 2019, Gulyás Lajos, r. Novák Tamás)
- Treadstone (tv-sorozat, 2019, Don Ellender CIA, r. Wayne Yip)
- 200 első randi (tv-sorozat, 2019, r: Fazekas Péter)
- Jóban Rosszban (tv-sorozat, 2020, Májer)
- Egyszer volt Budán Bödör Gáspár (tv-sorozat, 2020, Keller Tamás, r. Radnai Márk)
- Mrs Harris Goes to Paris (nagyjátékfilm, 2021, r. Anthony Fabian)
- The Teacher (tv-sorozat, 2021, r. Dominic Leclerc)
- HALO (tv-sorozat, 2022, r. Jonathan Liebesman)
- JACK RYAN (tv-sorozat, 2022), r. Jenn Turner
- Deadline (tv-sorozat, 2022), r. Joe Ahearne
- A renitens (tv-sorozat, 2025, Róbert, r. Miklauzic Bence)

## Színpadi szerepei
- UP & DOWN (Casper, Eötvös 10/Három Holló, r.: Tyagi Pallava)
- Neil LaBute: FAT PIG - Kövér disznó (Carter, Karinthy Színház, r.: Iványi Árpád)
- Pozsgai Zsolt: SZERETLEK, FAUST (Jávor Pál, Szegedi Pinceszínház, r.: Varga Bálint)
- Diana Son: SQUARE (Stop Kiss) (Peter, Asterion Project Theatre, Fészek Művészklub, Bp./Spektakel, Bécs, r.: Carna Krsul)
- Molnár Ferenc: JÁTÉK A KASTÉLYBAN (Ádám, Szegedi Pinceszínház, r.: Tapasztó Ernő)
- Ettore Scola: EGY KÜLÖNLEGES NAP (Gabriele, Hatszín Teátrum, Bp.), r.: Iványi Árpád
- Albert Camus: CALIGULA (Caligula, RS9 Színház, Bp.), r.: Iványi Árpád
- Ingmar Bergman: AZ ÉLET KÜSZÖBÉN (Anders, RS9 Színház, Bp.), r.: Iványi Árpád
- Czeizel G.-Vajda A.: PRIMA DONNA, A BALATON CSILLAGA (Sziszi, Karinthy Színház, Bp.), r.: Czeizel Gábor
- Ephraim Kishon: RÓMEÓNÉ ÉS JÚLIA URA (Shakespeare, Spinóza, Bp.), r.: Czeizel Gábor
- Petőfi és mások: A HELYSÉG KALAPÁCSA (Petőfi Sándor, Gózon Gyula Kamaraszínház/Kolibri Színház, Bp.), r.: Czeizel Gábor
- Stephen King: TORTÚRA (Paul Sheldon, Karinthy Színház, Bakelit MAC, Budapest), r.: Iványi Árpád
- MOSOLY ORFEUM-zenés kabaré (Péter, Igazgató, Rendőr, Szkéné R-Klub, Budapest)
- Marcus Lloyd: HALÁLBIZTOS (Michael Boyd, Negyednégy Színház, R.S.9. Színház, Budapest)
- Tennessee Williams: ÜVEGFIGURÁK (Tom, Negyednégy Színház, Aranytíz Teátrum, Szegedi Ifjúsági Ház, Radu Stanca Nemzeti Színház - Nagyszeben, Románia)
- Lehár Ferenc: LUXEMBURG GRÓFJA (Titokzatos orosz/Lord Winchester, Szegedi Nemzeti Színház), r.: Horváth Péter
- PADLÁSMESÉK - Variációk musicalre (Raoul, Fáraó, Szellem, Musical Twenty Társulat, Kolibri Színház, Tatro Teatro - Nyitra, Szlovákia), r.: Sivók Irén

## Rendezései
- Marcus Lloyd: HALÁLBIZTOS (Negyednégy Színház - R.S.9. Színház, Budapest)
- Tennessee Williams: ÜVEGFIGURÁK (Negyednégy Színház - Aranytíz Teátrum, Budapest; Szegedi Ifjúsági Ház, Radu Stanca Nemzeti Színház, Nagyszeben, Románia)

- A Hősök Éjszakája - gálavacsora a 2023-as Atlétikai Világbajnokság szervezőinek tiszteletére - Szépművészeti Múzeum

- Welcome to Hungary, Welcome to Budapest - gálavacsora a World Athletics vezetőség tiszteletére a Millenáris Parkban, 2023-as Atlétikai Vb